# Abba Kovner
Abba Kovner (Sebastopoli, 14 marzo 1918 – Ein HaHoresh, 25 settembre 1987) è stato un poeta, scrittore e partigiano israeliano.
Divenne uno dei più importanti poeti del moderno Israele. Era cugino del capo del Partito Comunista Israeliano Meir Vilner.

## Biografia
Nato in Crimea, nel porto di Sebastopoli sul Mar Nero, si trasferì poco dopo con la famiglia a Vilnius (allora in Polonia, ora Lituania), dove seguì sia una scuola ebraica sia un'accademia di belle arti. Mentre proseguiva i suoi studi si unì al movimento socialista sionista giovanile Hashomer Hatzair.
Nel giugno del 1941, la Germania nazista attaccò la città, che in quel momento faceva parte della Repubblica socialista sovietica lituana; dopo l'occupazione fu creato il Ghetto di Vilnius. Kovner riuscì a scappare con alcuni amici in un convento di Suore domenicane  diretto da Anna Borkowska nei sobborghi cittadini, ma ritornò subito dopo nel ghetto. Giunse alla conclusione sarebbe dovuta formarsi una resistenza ebraica per garantire il successo di una qualsiasi rivolta. Comandò la Fareynikte Partizaner Organizatsye (Organizzazione partigiana unita) nelle foreste nei dintorni di Vilnius, impegnandosi in atti di sabotaggio e guerriglia contro i nazisti.  Proseguì nella lotta partigiana e sopravvisse all'Olocausto.
Dopo la liberazione di Vilnius da parte dell'Armata Rossa sovietica nel luglio del 1944, divenne uno dei fondatori del movimento Berihah, fornendo aiuto agli ebrei che volevano lasciare l'Europa dell'Est dopo la guerra. Giunse in Palestina per un breve periodo nel 1944, ritornando poco dopo in Europa, con l'organizzazione Nakam, con il progetto di compiere azioni di vendetta contro prigionieri di guerra nazisti. Tuttavia fu espulso poco dopo in Israele, dove servì alla fine come ufficiale della Brigata Givati nella Guerra arabo-israeliana del 1948.
Il suo libro di poesie Ad Lo-Or ("Fino alla non-luce"), del 1947, descrive in toni lirico-drammatici la lotta partigiana nelle foreste e nelle paludi dell'Europa orientale. Ha-Mafteach Tzalal ("La chiave annegata"), del 1951, è ancora relativo alla lotta partigiana. Pridah Me-ha-darom ("Partenza dal Sud"), del 1949, e Panim el Panim ("Faccia a Faccia"), del 1953, continuano la storia con la Guerra arabo-israeliana del 1948.
Abba Kovner partecipò in qualità di testimone al Processo Eichmann
Nel 1970 Kovner ricevette il Premio Israele per la letteratura.

## Opere
- The Modern Hebrew Poem Itself (2003), ISBN 0-8143-2485-1
- My Little Sister and Selected Poems, trans. Shirley Kaufman (1986), ISBN 0-932440-20-7
- The Avengers (2000), by Rich Cohen, ISBN 0-375-40546-1